# Фоппа, Винченцо
Винченцо Фоппа (итал. Vincenzo Foppa; ок. 1430, Баньоло-Мелла, Ломбардия — 1515, Брешиа) — итальянский живописец, один из ранних представителей ломбардской школы живописи периода кватроченто. Его наиболее известной работой являются фрески в капелле Портинари церкви Сант-Эусторджо в Милане.

## Биография и творчество
О ранних годах жизни и учёбы Винченцо Фоппы известно крайне мало. Он родился в Баньоло-Мелла, небольшой коммуне недалеко от города Брешиа. Его отец Джованни да Баньоло между 1427 и 1430 годами работал портным. О художественном ученичестве Винченцо можно только догадываться по влиянию, обнаруженному в его первых работах. В «Трактате об искусстве живописи, скульптуры и архитектуры» (Trattato dell’arte della pittura, scultura ed architettura, 1584) Дж. П. Ломаццо (lib. VI, глава XXI) отмечена ранняя деятельность Винченцо Фоппы в Милане.
В Брешии Винченцо Фоппа мог видеть фрески Джентиле да Фабриано в капелле Бролетто, как и «Благовещение» Якопо Беллини в церкви Сант-Алессио. Последний художник оказал на него сильное влияние, и, возможно, что Фоппа был прямым учеником Беллини. Он также мог быть учеником Бонифачо Бембо. Согласно Джорджо Вазари «Винчецио, живописец из Бреши» учился в Падуе вместе с Андреа Мантеньей в мастерской Франческо Скварчоне, хотя его самые ранние работы болee напоминают Пизанелло и Джентиле да Фабриано. Скорее всего, Фоппа отправился в Верону для обучения. Эстетика поздней готики безусловно повлияла на ранние произведения Фоппы: «Мадонна с Младенцем и музицирующими ангелами» (Флоренция), «Распятие» 1456 года, хранящееся в Академии Каррара в Бергамо. Картина схожа с одноимённой работой Якопо Беллини, что подтверждает предположение о том, что Фоппа учился у Беллини в Венеции. В этой картине также очевидны элементы, связанные со школой Веронезе, такие, как холмистый пейзаж и вымышленный город на дальнем плане.
В то время в Брешии отсутствовала местная художественная школа и Винченцо Фоппа до приезда Леонардо да Винчи в Милан был ведущим художником Ломбардии. Он работал в основном в Милане, правители которого, герцоги Сфорца, предпочитали произведения в старом, позднеготическом стиле. Поэтому в произведениях Винченцо Фоппы соединились черты поздней готики и влияние новой гуманистической культуры. Во фресковом цикле капеллы Портинари в церкви Сант-Эусторджо в Милане (1468) Фоппа ввёл пейзажный фон и продемонстрировал использование наблюдательной перспективы. Он также искал возможности выражения драматизма событий и характера лиц — эти черты станут типичными для ломбардской живописи. Фрески Сант-Эусторджо стали вершиной ломбардского ренессансного искусства того периода.
В 1456 году Винченцо Фоппа, вероятно, переехал в Павию. К этому времени он женился на соотечественнице из Брешии по имени Кайлина, дочери Катерины де Болис из Кремоны, и имел от неё детей. Художественное сообщество в Павии было более развито, чем в Брешии, хотя и менее, чем в Милане, Винченцо получил восторженно похвальное рекомендательное письмо от герцога Франческо Сфорца, которое позволило ему получить покровительство дожа Генуи и приоров братства Святого Иоанна для работы над фресками в капелле Святого Иоанна Крестителя в Генуэзском соборе. Фоппа отправился в Геную в 1461 году, чтобы избежать эпидемии чумы, царившей в то время в Павии. В конце концов он вернулся в 1471 году, чтобы завершить работы в капелле.
В 1474 году Фоппа получил миланское гражданство и был приглашён декорировать капеллу замка Сфорцеско совместно с Бонифачо Бембо и Дзанетто Бугатто. В том же году он создал фрески в церкви Санта-Мария-ди-Караваджо, которые восхвалялись его современниками, но позднее были утрачены. В 1476 году Фоппа вместе с Бонифачо Бембо и Джакомино Висмара работал над росписями во францисканской церкви Сан-Джакомо в Павии, городе, гражданство которого он получил в 1468 году (росписи не сохранились). В 1477 году он работал в капелле Колледжо Кастильони в Павии, где вместе с Винченцо Фоппой, Дзанетто Бугатто и Костантино да Ваприо написал фрески, которые сохранились и ныне отреставрированы (по другим сведениям, эти работы были выполнены в 1475 году).
В последние годы художник вернулся в Брешию, возможно, чтобы избежать чрезмерного влияния работ Донато Браманте и Леонардо да Винчи. Он жил в уединении до самой смерти, закладывая основы для развития местной школы живописи.

## Галерея
3
- Мадонна с книгой. 1464—1468. Дерево, темпера. Кастелло Сфорцеско, Милан
- Распятие. 1470-1480. Фреска церкви Санта-Мария-дель-Кармине, Брешия
- Портрет Франческо Бривио. 1490-е гг. Дерево, масло. Музей Польди Пеццоли, Милан
- Распятие. 1456. Дерево, масло. Академия Каррара, Бергамо
- Поклонение волхвов. 1500—1510. Дерево, масло. Национальная Галерея, Лондон
- Алтарь Боттиджелла. Между 1480 и 1484 гг. Дерево, масло. Пинакотека Маласпина, Павия
- Мученичество Святого Себастьяна. 1498. Фреска на холсте. Пинакотека Брера, Милан
- Юный Цицерон за книгой. Ок. 1464 г. Фреска. Собрание Уоллес, Лондон
- Полиптих из Санта-Мария-делле-Грацие. 1500. Дерево, темпера, масло. Пинакотека Брера, Милан